# アイヴァン・クラール
アイヴァン・クラール（Ivan Kral、1948年5月12日 - 2020年2月2日）は、チェコ（出生当時はチェコスロバキア）出身のギタリスト、シンガーソングライター。アメリカに渡り、主にニューヨーク・パンクのシーンで活動。1994年にはチェコに戻る。

## 来歴
プラハ出身。1960年代中期にはSazeというバンドのメンバーとして活動するが、1968年にはチェコ事件の影響でアメリカのニューヨークに移る。1971年から1972年にかけて、アップル・レコードで働いていた。
ブロンディの前身バンドであるAngel and the Snakeに短期間籍を置いた後、パティ・スミスと出会い、1975年から1979年にかけて、パティ・スミス・グループのギタリスト及びベーシストとして活動。作曲面でも貢献し、パティとアイヴァンが共作した「Dancing Barefoot」（1979年のアルバム『ウェイヴ』に収録）は、後にU2やシンプル・マインズ等にカヴァーされた。また、1976年公開のドキュメンタリー映画『ブランク・ジェネレーション』では監督を務めた。
パティが結婚のため引退すると、アイヴァンはイギー・ポップのサポート・ギタリストとなり、イギーとアイヴァンが共作した「Bang Bang」は、後にデヴィッド・ボウイが『ネヴァー・レット・ミー・ダウン』でカヴァーした。また、ジョン・ウェイトのアルバム『イグニション』（1982年）にも参加。1980年代中期にはEastern Blocというバンドを結成し、1987年にセルフタイトルのアルバムを発表。
1994年、故郷のプラハに戻る。1995年にはノエル・レディングのプラハ公演に参加し、当時のライブ音源は、後にライブ・アルバム『Live from Bunk R - Prague』として発表された。
1996年、初のソロ・アルバム『Nostalgia』発表。その後は、主にソングライターや音楽プロデューサーとして活動し、Trinyという女性コーラス・グループのデビュー作『Gipsy Streams』（2001年）等を手がけた。

## ディスコグラフィ

### ソロ・アルバム
- Native (1992年)[7]
- Nostalgia (1995年)
- Looking Back (1996年)
- Native: His Native Complete (1996年)
- Alias (1997年) ※with Ivan Hlas, David Koller and Karel Šůcha
- Modré z nebe (soundtrack) (1997年)
- Prohlédnutí / Clear Eyes (1998年)
- ... "dancing barefoot" (1999年)
- Dancing Reboot ● Ivan Kral ● Remixed (1999年)
- Živě, dětským domovům (1999年) ※ライブ
- Best of Ivan Král (2001年) ※コンピレーション
- Cabriolet (soundtrack) (2001年)
- Photoalbum (2001年)
- Erotická revue (2003年)
- Bang Bang! (2005年)
- Liberálně demokratická strana týrá lidi (2010年)
- Always (2014年)[8][9]
- Suga je nejhorší předseda vlády (2018年)

### パティ・スミス
- 『ホーセス』 - Horses (1975年)
- 『ラジオ・エチオピア』 - Radio Ethiopia (1976年)
- 『イースター』 - Easter (1978年)
- Set Free (1978年) ※EP
- 『ウェイヴ』 - Wave (1979年)
- The Patti Smith Masters (1996年) ※コンピレーション
- 『ランド(1975-2002)』 - Land (2002年) ※コンピレーション
- Horses Live (2005年)
- iTunes Originals  (2008年) ※コンピレーション
- Outside Society (2011年) ※コンピレーション
- The Arista Years 1975 box set (2011年) ※コンピレーション

### イギー・ポップ
- 『ソルジャー』 - Soldier (1980年)
- 『パーティ』 - Party (1981年)

### ジョン・ウェイト
- 『イグニション』 - Ignition (1982年)
- 『ノー・ブレイクス』 - No Brakes (1984年)
- 『マスク・オブ・スマイルズ』 - Mask of Smiles (1985年)